# Convoi no 69 du 7 mars 1944
Le convoi no 69 du 7 mars 1944, surnommé « Convoi 69 », est un convoi de déportation de Juifs de France parti du camp de Drancy vers la gare de Bobigny à destination du camp d'extermination d'Auschwitz.
Ce fut, avec 1 501 déportés, un des trois plus grands convois de déportation parti de France (le convoi 68 comptant 1 500 déportés et le convoi 71 1 502 déportés). 1 311 seront gazés à leur arrivée au camp, trois jours plus tard. En 1945, il restera seulement 20 survivants.

## Prisonniers
On trouve notamment dans ce convoi l'écrivain Émeric Fiser, la résistante Édith Pulver, Alain Mossé, cadre préfectoral et responsable de  l'Œuvre de secours aux enfants (OSE) à Chambéry, Charles Mangel, le père du mime Marcel Marceau, le physicien Eugène Bloch, Béatrice de Camondo, Eduard Van Cleef (le grand-père de Olaf Van Cleef), Simon Pessine, Fritz et Annie Finaly, les parents des enfants de l'affaire Finaly, l'historienne des sciences Hélène Metzger, la résistante Herta Hauben (32 ans),  membre du réseau Garel à Grenoble, l'écrivain David Vogel,  Nahum Hermann (55 ans), directeur du Keren Hayessod (fonds national de reconstruction), père de la résistante Vivette Samuel, le résistant Julien Abrahamer (32 ans), aide-comptable au bureau de l'OSE à Chambéry, le peintre Henri Epstein. Il y a aussi Sylvia Landau, qui n'atteindra pas ses quinze ans, et son grand père Élie, Riva et Henri Rosemblat, Claude Lambert, Jacques Milkin. Il y a aussi Marie-Hélène Weill (née Veil).

## Hommage
Une cérémonie, pour les 75 ans de cette déportation à lieu, le 7 mars 2019, au Mémorial de la Shoah, en mémoire des déportés du convoi n°69, avec lecture des noms de l'ensemble des déportés.